# Reginald Doherty
Pour les articles homonymes, voir Doherty (homonymie).
Reginald Frank « Reggie » Doherty, né le 14 octobre 1872 à Wimbledon et mort le 29 décembre 1910 à Kensington, est un joueur de tennis britannique.
Frère ainé de Lawrence Doherty, il a remporté à quatre reprises le tournoi de Wimbledon en simple et à huit reprises en double. Lauréat de trois médailles d'or olympiques acquises à Paris en 1900 et à Londres en 1908, il a également permis à la Grande-Bretagne de remporter quatre fois la Coupe Davis entre 1903 et 1906.
Il est membre du International Tennis Hall of Fame depuis 1980.

## Biographie
Reggie Doherty a étudié au Trinity Hall à Cambridge et représentait le All England Lawn Tennis and Croquet Club.
Considéré comme légèrement inférieur à son frère, il a tout de même remporté Wimbledon quatre fois en simple (1897-1900) et ils se sont imposés ensemble huit fois en double en dix finales consécutives (entre 1897 et 1906). Aux Jeux olympiques, il a remporté la médaille d'or en double messieurs et en double mixte (avec Charlotte Cooper) aux Jeux de Paris en 1900, et en double messieurs aux Jeux de Londres en 1908 (avec George Hillyard).
Ses quatre succès consécutifs à Wimbledon ont permis à R.F. Doherty d'être considéré comme le meilleur joueur au monde à la fin du XIXe siècle. Sa santé fragile l'empêcha d'en remporter un 5e en 1901 où il s'incline en quatre sets contre Arthur Gore. En 1902, il parvient jusqu'en finale du championnat américain mais perd contre William Larned. Il continue à jouer en simple jusqu'en 1904 mais est contraint de se désengager de nombreux tournois. Il joue ses derniers matches double en 1909, année où il devient champion d'Afrique du Sud. Il meurt le 29 décembre 1910 en son domicile d'Albert Hall Mansions à Kensington, seulement quelques heures après son retour d'une maison de repos en Suisse. Josiah Ritchie lui rend hommage en le qualifiant comme « le plus brillant joueur qu'[il] ait vu ». Reggie Doherty possédait un style parfait, combinant à la fois puissance et précision dans un geste harmonieux. Le seul joueur capable de rivaliser avec lui à l'époque était son frère Laurie mais ils avaient coutume de ne jamais s'affronter dans les championnats majeurs.

## Palmarès (partiel)

### Titres en simple messieurs
|    | Date | Nom et lieu du tournoi              | Cat.      | Surf.        | Finaliste             | Score                   |
| -- | ---- | ----------------------------------- | --------- | ------------ | --------------------- | ----------------------- |
| 1  | 1897 | Tournoi de Monte-Carlo, Monte-Carlo |           | Terre battue | Blackwood Price       | 6-2, 6-1, 6-2           |
| 2  | 1897 | The Championships, Wimbledon        | G. Chelem | Herbe (ext.) | Harold Mahony         | 6-4, 6-4, 6-3           |
| 3  | 1898 | Tournoi de Monte-Carlo, Monte-Carlo |           | Terre battue | Graf Victor Voß       | 4-6, 6-3, 6-3, 4-0, ab. |
| 4  | 1898 | The Championships, Wimbledon        | G. Chelem | Herbe (ext.) | Hugh Lawrence Doherty | 6-3, 6-3, 2-6, 5-7, 6-1 |
| 5  | 1899 | Tournoi de Monte-Carlo, Monte-Carlo |           | Terre battue | Graf Victor Voß       | 6-1, 6-4, 6-3           |
| 6  | 1899 | The Championships, Wimbledon        | G. Chelem | Herbe (ext.) | Arthur Gore           | 1-6, 4-6, 6-2, 6-3, 6-3 |
| 7  | 1900 | The Championships, Wimbledon        | G. Chelem | Herbe (ext.) | Sydney Smith          | 6-8, 6-3, 6-1, 6-2      |
| 9  | 1902 | Tournoi de Monte-Carlo, Monte-Carlo |           | Terre battue | George Hillyard       | 6-1, 14-16, ab.         |
| 10 | 1903 | Tournoi de Monte-Carlo, Monte-Carlo |           | Terre battue | Frank Riseley         | 6-1, 7-5, 3-6, 7-5      |
| 11 | 1904 | Tournoi de Monte-Carlo, Monte-Carlo |           | Terre battue | Josiah Ritchie        | 6-2, ab.                |

### Finales en simple messieurs
|   | Date | Nom et lieu du tournoi              | Cat.      | Surf.        | Vainqueur      | Score              |
| - | ---- | ----------------------------------- | --------- | ------------ | -------------- | ------------------ |
| 1 | 1902 | Queen's Club Championships, Londres |           | Herbe (ext.) | Harold Mahony  | 11-9, 6-4, 6-4     |
| 2 | 1901 | The Championships, Wimbledon        | G. Chelem | Herbe (ext.) | Arthur Gore    | 4-6, 7-5, 6-4, 6-4 |
| 3 | 1902 | US National Champ’s, Newport        | G. Chelem | Herbe (ext.) | William Larned | 4-6, 6-2, 6-4, 8-6 |

### Titres en double messieurs
|    | Date | Nom et lieu du tournoi         | Cat.      | Surf.        | Partenaire       | Finalistes                        | Score                   |
| -- | ---- | ------------------------------ | --------- | ------------ | ---------------- | --------------------------------- | ----------------------- |
| 1  | 1897 | The Championships, Wimbledon   | G. Chelem | Herbe (ext.) | Lawrence Doherty | Wilfred Baddeley Herbert Baddeley | 6-4, 4-6, 8-6, 6-4      |
| 2  | 1898 | The Championships, Wimbledon   | G. Chelem | Herbe (ext.) | Lawrence Doherty | Clarence Hobart Harold Nisbet     | 6-4, 6-4, 6-2           |
| 3  | 1899 | The Championships, Wimbledon   | G. Chelem | Herbe (ext.) | Lawrence Doherty | Clarence Hobart Harold Nisbet     | 7-5, 6-0, 6-2           |
| 4  | 1900 | The Championships, Wimbledon   | G. Chelem | Herbe (ext.) | Lawrence Doherty | Harold Nisbet Herbert Barrett     | 9-7, 7-5, 4-6, 3-6, 6-3 |
| 5  | 1900 | Jeux Olympiques d'été, Paris   | JO        | Terre (ext.) | Lawrence Doherty | B. S. de Garmendia · Max Decugis  | 6-1, 6-1, 6-0           |
| 6  | 1901 | The Championships, Wimbledon   | G. Chelem | Herbe (ext.) | Lawrence Doherty | Dwight Davis Holcombe Ward        | 4-6, 6-2, 6-3, 9-7      |
| 7  | 1902 | US National Champ’s, Newport   | G. Chelem | Herbe (ext.) | Lawrence Doherty | Holcombe Ward Dwight Davis        | 11-9, 12-10, 6-4        |
| 8  | 1903 | The Championships, Wimbledon   | G. Chelem | Herbe (ext.) | Lawrence Doherty | Sydney Smith Frank Riseley        | 6-4, 6-4, 6-4           |
| 9  | 1903 | US National Champ’s, Newport   | G. Chelem | Herbe (ext.) | Lawrence Doherty | Kreigh Collins Harry Wainder      | 7-5, 6-3, 6-3           |
| 10 | 1904 | The Championships, Wimbledon   | G. Chelem | Herbe (ext.) | Lawrence Doherty | Sydney Smith Frank Riseley        | 6-1, 6-2, 6-4           |
| 11 | 1905 | The Championships, Wimbledon   | G. Chelem | Herbe (ext.) | Lawrence Doherty | Sydney Smith Frank Riseley        | 6-2, 6-4, 6-8, 6-3      |
| 12 | 1908 | Jeux Olympiques d'été, Londres | JO        | Terre (ext.) | George Hillyard  | Josiah Ritchie · James C. Parke   | 9-7, 7-5, 9-7           |

### Finales en double messieurs
|   | Date | Nom et lieu du tournoi       | Cat.      | Surf.        | Vainqueurs                        | Partenaire            | Score                    |
| - | ---- | ---------------------------- | --------- | ------------ | --------------------------------- | --------------------- | ------------------------ |
| 1 | 1896 | The Championships, Wimbledon | G. Chelem | Herbe (ext.) | Wilfred Baddeley Herbert Baddeley | Harold Nisbet         | 1-6, 3-6, 6-4, 6-2, 6-1  |
| 2 | 1902 | The Championships, Wimbledon | G. Chelem | Herbe (ext.) | Sydney Smith Frank Riseley        | Hugh Lawrence Doherty | 4-6, 8-6, 6-3, 4-6, 11-9 |
| 3 | 1906 | The Championships, Wimbledon | G. Chelem | Herbe (ext.) | Sydney Smith Frank Riseley        | Hugh Lawrence Doherty | 6-8, 6-4, 5-7, 6-3, 6-3  |

### Titre en double mixte
|   | Date | Nom et lieu du tournoi      | Cat. | Surf.        | Partenaire       | Finalistes                     | Score    |
| 1 | 1900 | Jeux olympiques d'été Paris | JO   | Terre (ext.) | Charlotte Cooper | Hélène Prévost · Harold Mahony | 6-2, 6-4 |